# Elih Villanueva
Pour les articles homonymes, voir Villanueva.
Elih Christopher Villanueva (né le 27 juillet 1986 à Miami, Floride, États-Unis) est un lanceur droitier de baseball. Il joue un match dans la Ligue majeure de baseball en 2011 avec les Marlins de la Floride.

## Carrière
Joueur des Seminoles de l'Université d'État de Floride à Tallahassee, Elih Villanueva est repêché en 27e ronde par les Marlins de la Floride en 2008.
Le lanceur partant fait ses débuts dans le baseball majeur le 15 juin 2011 alors qu'il amorce la match des Marlins face aux meneurs de la division Est, les Phillies de Philadelphie. Cette première sortie ne dure que trois manches : il accorde 8 points mérités sur 5 coups sûrs et 5 buts-sur-balles, et est crédité de la défaite quand les Marlins où s'inclinent 8-1. C'est son seul match dans les majeures. Il évolue par la suite en ligues mineures avec des clubs affiliés aux Marlins jusqu'en 2014, puis avec des clubs-écoles des Orioles de Baltimore en 2015.